# Stanislav Namaşco
Stanislav Namaşco   (Tiraspol, 10 de novembre de 1986) és un jugador de futbol professional moldau, que ha disputat 57 partits amb la seva selecció nacional.